# Cladiella echinata
Cladiella echinata is een zachte koraalsoort uit de familie Alcyoniidae. De koraalsoort komt uit het geslacht Cladiella. Cladiella echinata werd in 1943 voor het eerst wetenschappelijk beschreven door Tixier-Durivault. 